# Placido Tardy
Placido Tardy (Messina, 23 ottobre 1816 – Firenze, 2 novembre 1914) è stato un matematico e fisico italiano.

## Biografia
Placido Tardy nacque a Messina il 23 ottobre 1816  figlio dell'ingegnere Antonio Tardy, di famiglia di origine francese, e fratello di Giuseppe Tardy che nel 1861 fondò a Savona, insieme a Stefano Benech, le acciaierie omonime. Completato un primo ciclo scolastico a Messina, si trasferì a Lucca dove intraprese gli studi superiori presso il Real Collegio e quelli universitari presso il Liceo Reale, dove fu allievo di Giovanni Barsotti. Perfezionò poi la propria formazione in matematica e fisica a Milano nel 1837 - dove entrò in contatto con Gabrio Piola e Paolo Frisiani - e nel 1838 a Parigi - dove seguì le lezioni di Joseph Liouville e Siméon-Denis Poisson.
Fu professore di matematica all'Università di Messina dal 1841 al 1847, quando lasciò il Regno delle Due Sicilie per le sue posizioni pro-risorgimentali, dopo i tumulti violenti che scoppiarono nel settembre di quell'anno a Reggio Calabria e Messina. Si rifugiò prima a Firenze e nel 1850 a Genova. Nella città ligure insegnò per un anno matematica al Liceo cittadino e, successivamente, geometria e calcolo infinitesimale alla Scuola di Marina e, dal 1859, all'Università, della quale fu rettore dal 1º novembre 1865 al 31 ottobre 1868 e dal 1º novembre 1878 al 31 ottobre 1881.
Nella primavera del 1858 organizzò con Francesco Brioschi ed Enrico Betti il viaggio che i due compirono nell'autunno dello stesso anno con Felice Casorati presso prestigiose università europee - quali quelle di Berlino, Parigi e Gottinga - e che attestò a livello internazionale la nascita di una scuola italiana di matematica. Con Brioschi e Betti ideò inoltre la pubblicazione di una rivista italiana di matematica che sarebbe poi diventata nota come Annali di Matematica Pura ed Applicata.
Ritiratosi nel 1881, tornò a Firenze dove morì 33 anni dopo, nel 1914, all'età di 98 anni per una polmonite.
Fu socio dell'Accademia dei Lincei e dal 1854 dell'Accademia delle Scienze di Torino.

## Attività di ricerca
Placido Tardy si interessò di numerosi problemi, spesso sviluppando formulazioni alternative o verifiche di «concetti e metodi escogitati dai più eminenti matematici del suo tempo». Ne derivò una produzione scientifica varia e non molto voluminosa, che perse presa sulle generazioni a lui successive, tanto che Gino Loria nello scriverne la biografia nel 1915 lo indica, con rammarico, come «quasi totalmente ignoto alla schiera di giovani analisti», «dimenticato dopo la scomparsa dei matematici della sua generazione».
Si interessò di Analisi matematica, studiando la funzione esponenziale e la differenziazione di ordine frazionario, di calcolo combinatorio, interessandosi del percorso del cavallo, e di meccanica dei fluidi, applicandovi le proprie conoscenze di calcolo differenziale.